# Заметки о новом языке
«Заметки о новом языке» (нем. How Much Wood Would a Woodchuck Chuck: Beobachtungen zu einer neuen Sprache) — документальный фильм режиссёра Вернера Херцога, снятый в 1976 году.

## Сюжет
Съёмочная группа Вернера Херцога посещает мировой чемпионат среди аукционистов, занимающихся продажей крупного рогатого скота. Главная особенность этих людей — способность очень быстро говорить, так что продажа коровы занимает считанные секунды. Для Херцога эта способность аукционистов равносильна созданию нового языка, очаровательного и одновременно пугающего. Поскольку соревнование происходит в округе Ланкастер (Пенсильвания), естественным оказывается сопоставление происходящего с укладом жизни амишей, проживающих в этой местности.